# رنهلد (بيدفوردشير)
رنهلد (بالإنجليزية: Renhold)‏ هي قرية وأبرشية مدنية تقع في المملكة المتحدة في إنجلترا. يقدر عدد سكانها بـ 1,800 نسمة .